# Monument istoric

Emblema usado para señalar los monumente istorice de Rumanía.

Monument istoric (en rumano; plural: Monumente istorice, "monumento histórico"), es un término rumano para designar a los Lugares de Patrimonio Nacional en Rumanía. Se identifican mediante el código LMI.

## Clasificación
Un Monument istoric se define como:

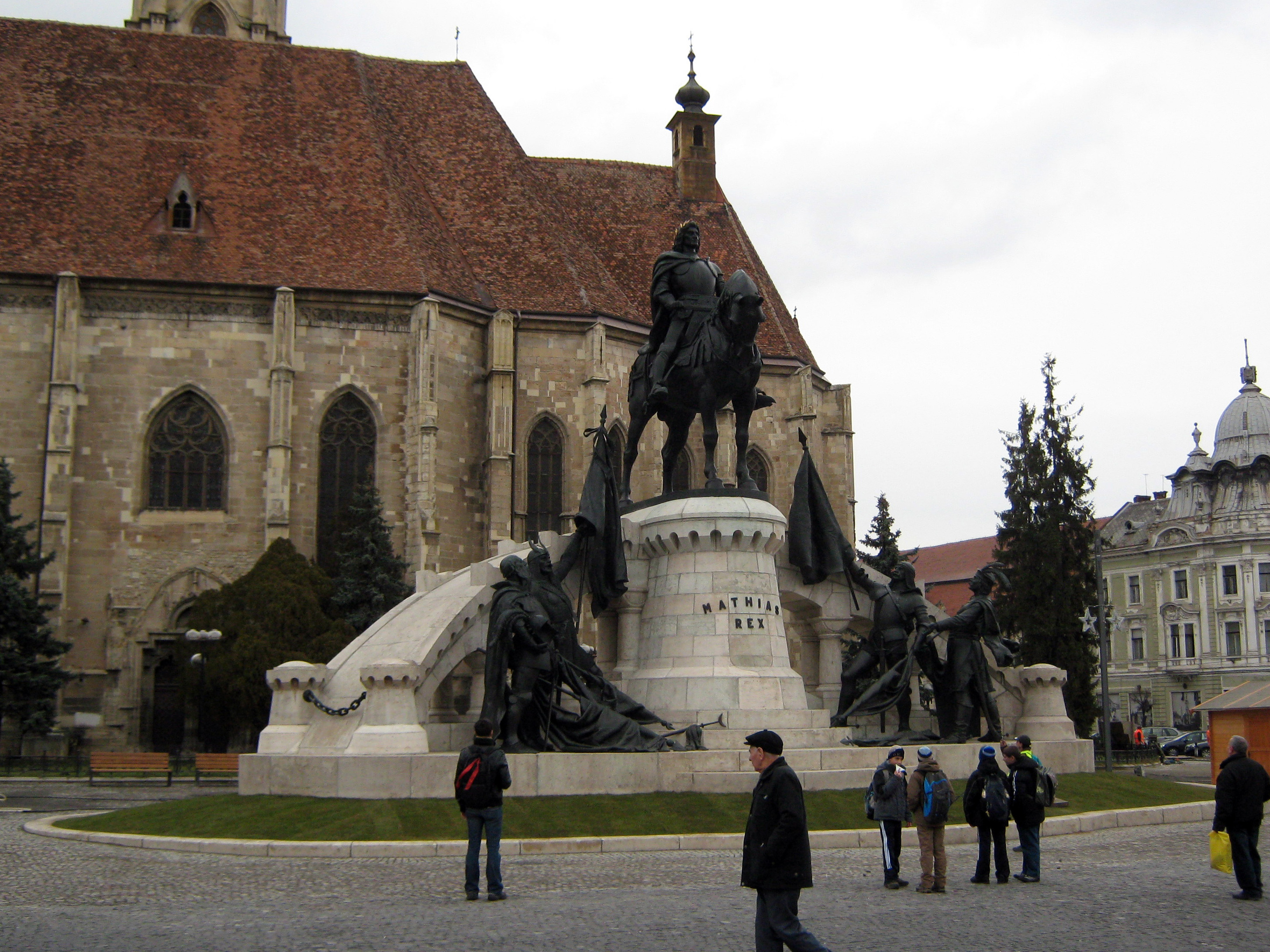
Estatua de Matías Corvino, monument istoric de Cluj-Napoca.

- una obra arquitectónica o escultórica, o un yacimiento arqueológico.
- que posee un valor significativo como patrimonio cultural, de escala inamovible.
- que perpetua la memoria de un acontecimiento, lugar, o personalidad histórica.

Las propiedades culturales Monumente istorice incluyen los monumentos históricos rumanos registrados en el Registro Nacional de Monumentos Históricos de Rumanía. Pueden incluir lugares que no se hallan registrado específicamente como conjunto, pero que contiene entidades registradas, como estatuas memoriales y fuentes en parques y cementerios.

### Inventario
Existían en 2010 29.540 monumente istorice registrados individualmente en Rumanía.
De estos, 2.621 están en Bucarest, 1.630 en el distrito de Iași, 1.381 en el distrito de Cluj, 1.239 en el distrito de Dâmboviţa, 1.069 en el distrito de Prahova, 1.023 en el distrito de Argeș, 1.017 en el distrito de Mureş, 1.014 en el distrito de Sibiu, 983 en el distrito de Braşov, 865 en el distrito de Buzău, 833 en el distrito de Caraş-Severin, 790 en el distrito de Vâlcea, 765 en el distrito de Bistriţa-Năsăud, 758 en el distrito de Olt, 740 en el distrito de Harghita, 724 en el distrito de Ilfov, 699 en el distrito de Dolj, 684 en el distrito de Constanţa, 679 en el distrito de Alba, 588 en el distrito de Covasna, 582 en el distrito de Maramureș, 569 en el distrito de Mehedinţi, 567 en el distrito de Tulcea, 544 en el distrito de Sălaj, 542 en el distrito de Giurgiu, 537 en el distrito de Neamţ, 520 en el distrito de Hunedoara, 517 en el distrito de Suceava, 509 en el distrito de Botoşani, 501 en el distrito de Gorj, 435 en el distrito de Bihor, 434 en el distrito de Vaslui, 427 en el distrito de Vrancea, 413 en el distrito de Arad, 393 en el distrito de Teleorman, 364 en el distrito de Bacău, 338 en el distrito de Timiș, 310 en el distrito de Satu Mare, 284 en el distrito de Călăraşi, 263 en el distrito de Galaţi, 218 en el distrito de Ialomiţa, y 171 en el distrito de Brăila.